# Paul Caillat
Paul Caillat, né le 2 octobre 1874 à Gap (Hautes-Alpes) et mort le 21 avril 1947 à Meknès (Maroc), est un homme politique français.

## Biographie
Banquier, il est maire de Gap et conseiller général. Il est député des Hautes-Alpes de 1919 à 1924, ne s'inscrivant à aucun groupe. Battu en 1924, il quitte la vie politique et part s'installer au Maroc.